# Dollargrin
Dollargrin var ursprungligen ett smeknamn/slanguttryck för bilar av märket Buick från sent 1940- och tidigt 1950-tal, men kom i Sverige snabbt att betyda amerikansk personbil i största allmänhet.
Uttrycket uppstod i USA i början av 1950-talet för att beskriva den speciella design på grillen som Buick-bilar hade då, med ett flertal vertikala kromade tvärslåar som fick den att likna en öppen mun med blanka tänder, men kom i Sverige att först bli ett smeknamn för Buick-bilar och sedan ett av många smeknamn för stora amerikanska bilar. Andra sådana smeknamn var "kromveranda", "prärievagn", "jänkare" och "amerikanare".

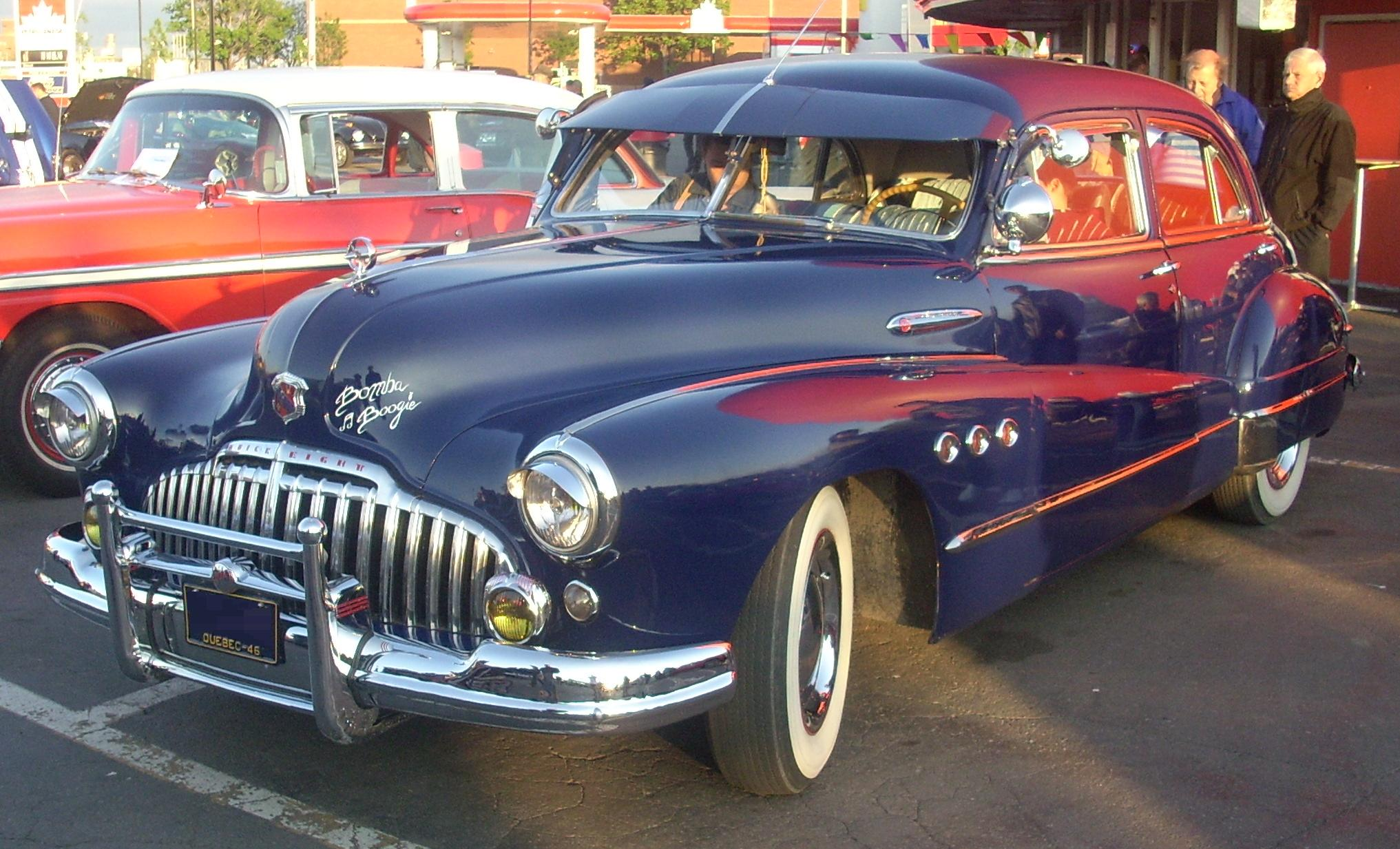
Buick Super Eight 1946
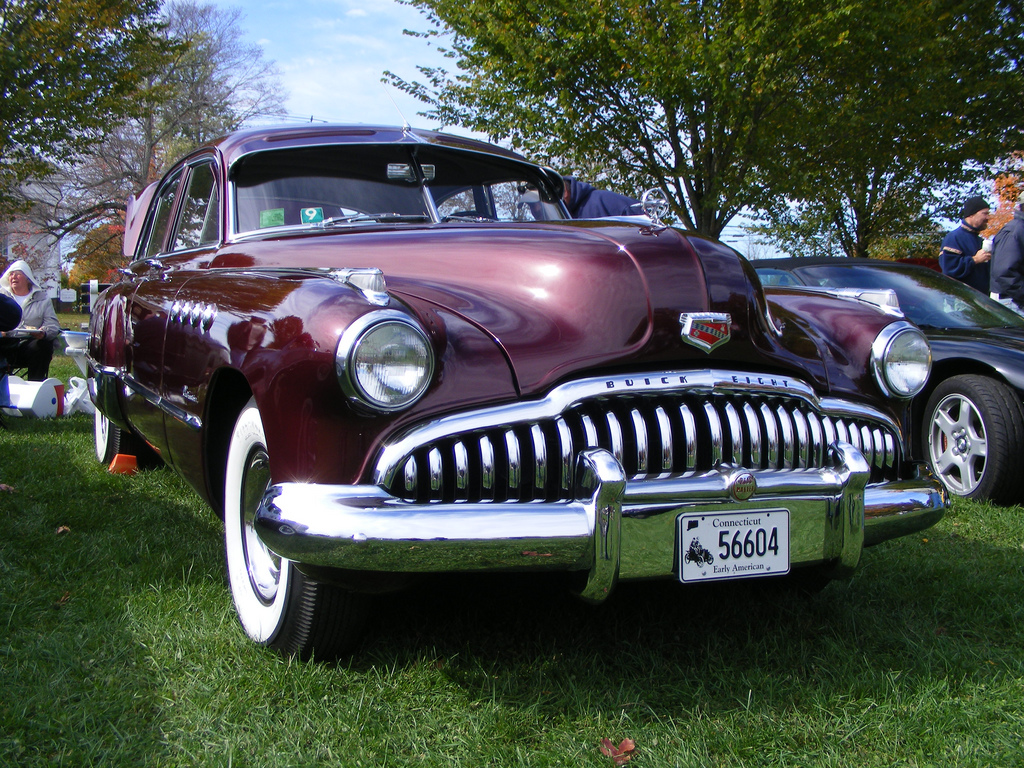
Buick Roadmaster 1949
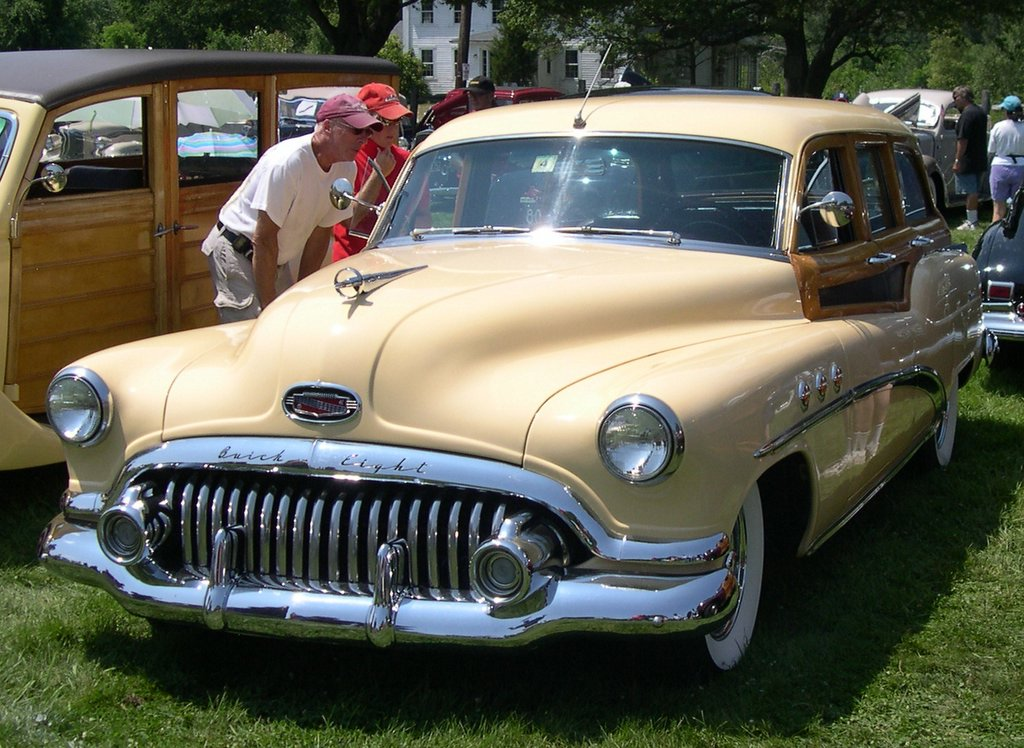
Buick Estate Wagon 1952
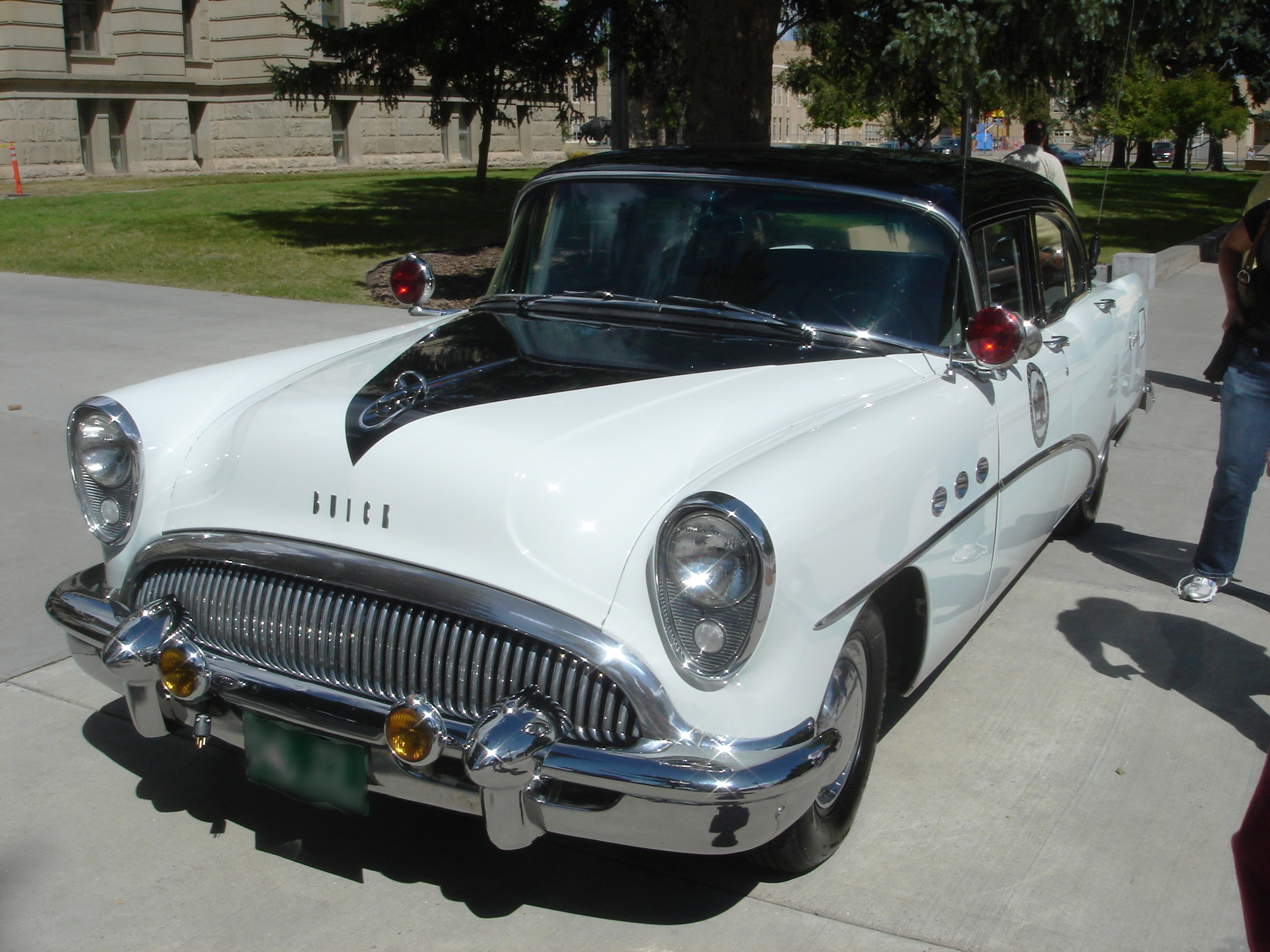
Buick Roadmaster 1954

## Fotnoter
1. ↑  Gibson, Haldo: "Svensk slangordbok" 1969, (2. uppl 1978) ISBN 91-2470274-9: "dollargrin stor, amerikansk personbil, lyxvagn."